# Biała Księga z Rhydderch

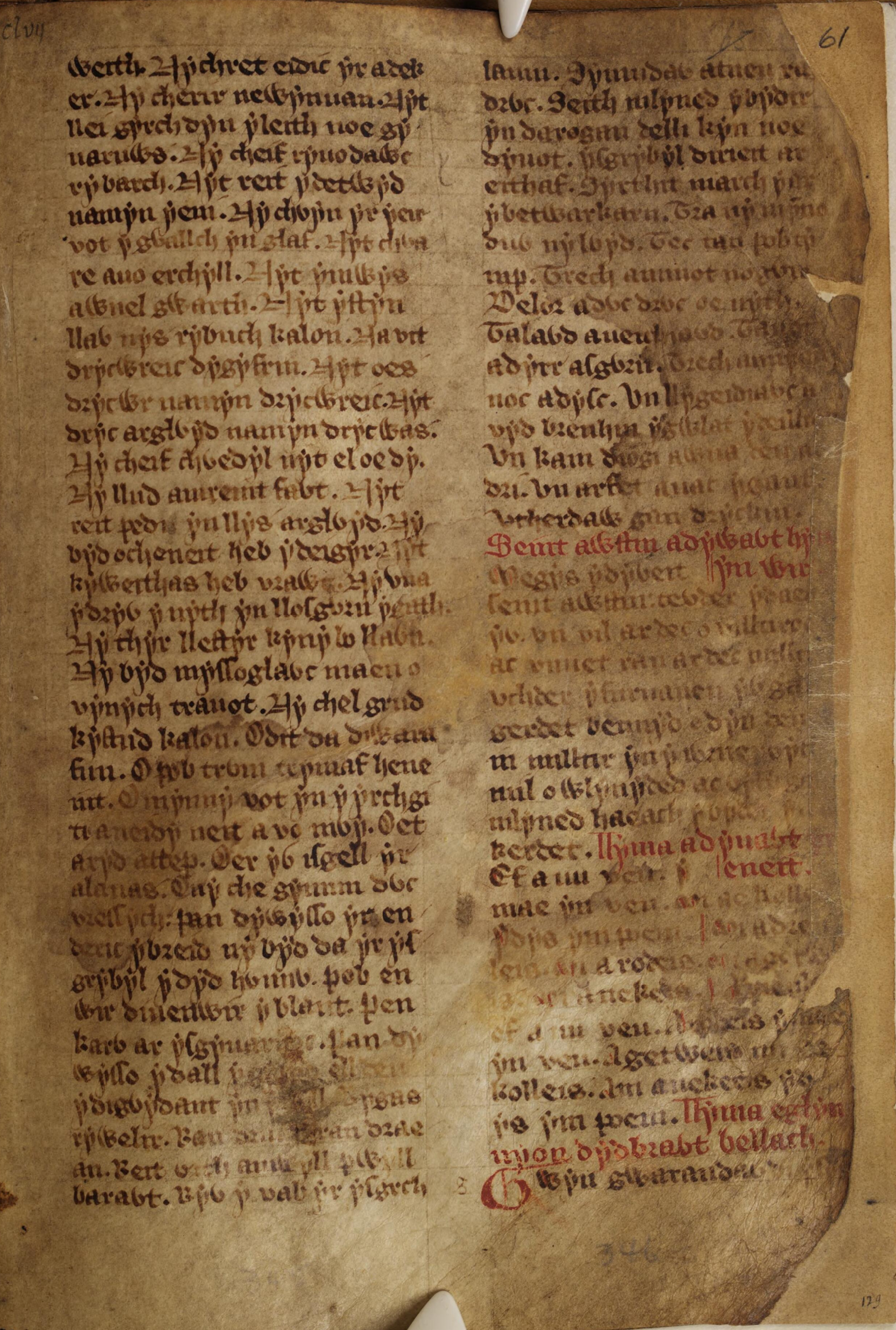
Strona Białej Księgi z Rhydderch

Biała Księga z Rhydderch (wal. Llyfyr Gwyn o Rhydderch) – walijski manuskrypt z XIV wieku. Stanowi cenny zbiór walijskiej prozy, m.in. historii z kanonu Mabinogion. Zawiera też fragmenty poezji.

## Historia
Biała Księga z Rhydderch powstała około 1350 w klasztorze Strata Florida. W jej spisaniu uczestniczyło pięciu skrybów, z których jednego zidentyfikowano jako Anchorite'a z Llanddewibrefi, pozostali zaś są nieznani. Pismo pod koniec jednej z części należy prawdopodobnie do Hywela Fychana, głównego skryby Czerwonej Księgi z Hergest. Uważa się jednak że, mimo znaczących podobieństw, obie księgi powstały niezależnie od siebie, prawdopodobnie czerpiąc z wcześniejszego manuskryptu. Hywel prawdopodobnie dokonywał jedynie poprawek błędów w Białej Księdze.
Nazwa księgi pochodzi od Rhyddercha ab Ieuan Llwyd (około 1325 – 1400) z Parc Rhydderch w Ceredigion (lub od nazwy jego posiadłości). Był on potomkiem założyciela Strata Florida, z rodziny o bogatych tradycjach patronatu nad sztuką. Być może księga została spisana specjalnie dla niego.
Obecnie Biała Księga z Rhydderch przechowywana jest w Narodowej Bibliotece Walijskiej w Aberystwyth. Trafiła tam w 1904 roku za sprawą sir Johna Williamsa. Wcześniej przechowywana była w bibliotece Roberta Vaughana w Hengwrt (niedaleko Dolgellau). Vaughan uzyskał ją po śmierci poprzedniego właściciela, kartografa Johna Jonesa. W 1940 roku Księga została ponownie oprawiona w koziej skórze.